# Cristiano da Matta
Cristiano Monteiro da Matta (Belo Horizonte, Brazil, 19. rujna 1973.) je bivši brazilski vozač automobilističkih utrka. Godine 1993. osvojio je naslov prvaka u Brazilskoj Formuli Ford, a 1994. naslov u Brazilskoj Formuli 3. Godine 1998. osvojio je naslov prvaka u Indy Lights prvenstvu, a 2002. pobijedivši na sedam utrka, osvaja naslov prvaka u IndyCaru (CART seriji). U Formuli 1 je nastupao od 2003. i 2004. za Toyotu, a najbolji rezultati su mu tri 6. mjesta. Godine 2006. doživio je nesreću na stazi Road America, kada je tijekom testiranja udario srnu. Utrkivanju se vratio 2008., a 2011. je odvezao posljednje utrke u American Le Mans Series prvenstvu. Trenutno se više ne utrkuje, nego radi u obiteljskoj tvrtki gdje obavlja financijsku i logističku stranu odjevne tvrtke Da Matta Design.

## Vanjske poveznice
- Cristiano da Matta - Driver Database
- Cristiano da Matta - Stats F1
- Cristiano da Matta - Racing Sports Cars